# Thornton, East Riding of Yorkshire
Thornton är en ort och civil parish i Storbritannien.   Den ligger i kommunen East Riding of Yorkshire och riksdelen England, i den centrala delen av landet, 270 km norr om huvudstaden London. Thornton ligger 10 meter över havet och antalet invånare är 138.
Terrängen runt Thornton är platt. Runt Thornton är det ganska tätbefolkat, med 139 invånare per kvadratkilometer. Närmaste större samhälle är York, 16,5 km väster om Thornton. Trakten runt Thornton består till största delen av jordbruksmark.